# Semidalis scotti
Semidalis scotti is een insect uit de familie van de dwerggaasvliegen (Coniopterygidae), die tot de orde netvleugeligen (Neuroptera) behoort. 
De wetenschappelijke naam Semidalis scotti is voor het eerst geldig gepubliceerd door Esben-Petersen in 1928.